# Мёллер, Давид
Давид Мёллер (нем. David Möller; род. 13 января 1982, Зоннеберг, Зуль) — немецкий саночник, четырёхкратный чемпион мира, чемпион Европы, серебряный призёр Олимпийских игр 2010 года в Ванкувере. В составе сборной Германии с 2001 года.

## Достижения

### Олимпийские игры
- 2010: Серебряная медаль

### Общий зачёт Куба мира
- 2003/04 : 3 Место
- 2004/05: 3 Место
- 2005/06: 2 Место
- 2006/07: 2 Место
- 2007/08: 2 Место
- 2008/09: 2 Место

### Чемпионаты мира
- 2004: 2- е Золотые медали
- 2005: Бронзовая медаль
- 2007: Золотая медаль
- 2008: 2- е Золотые медали

### Чемпионаты Европы
- 2004: Серебряная медаль
- 2006: Золотая медаль + Бронзовая медаль
- 2008: Бронзовая медаль